# Elorz
Elorz är en ort i Spanien.   Den ligger i provinsen Provincia de Navarra och regionen Navarra, i den nordöstra delen av landet, 300 km nordost om huvudstaden Madrid. Elorz ligger 486 meter över havet och antalet invånare är 4 330.
Terrängen runt Elorz är huvudsakligen kuperad, men åt nordväst är den platt. Runt Elorz är det mycket glesbefolkat, med 3 invånare per kvadratkilometer. Närmaste större samhälle är Pamplona, 11,5 km nordväst om Elorz. Omgivningarna runt Elorz är en mosaik av jordbruksmark och naturlig växtlighet.